# Old Red Sandstone

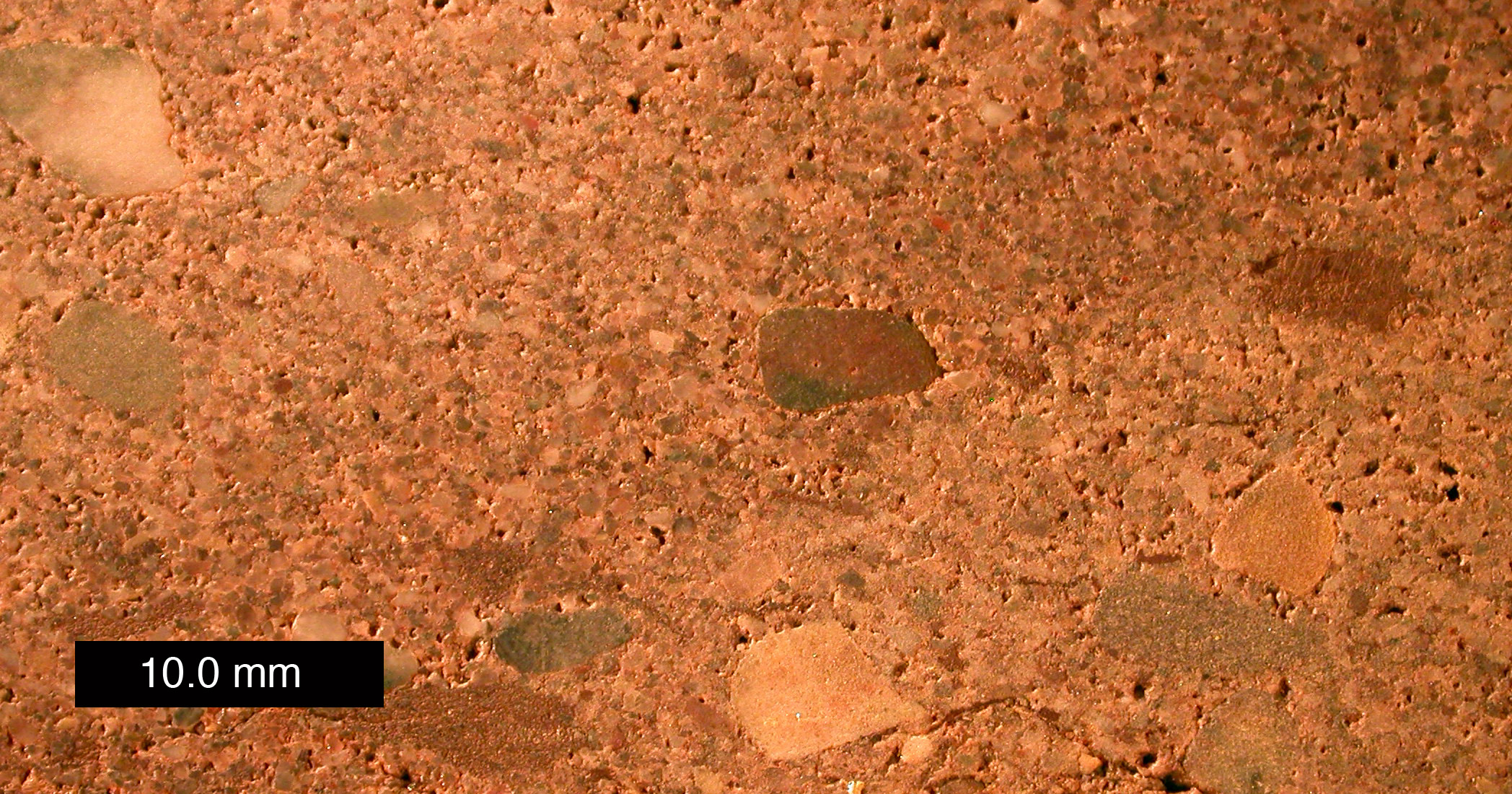
Old Red Sandstone med inbäddade stenar av kvarts och chert från mitten av England (skalstrecket är 10 mm långt).

Old Red Sandstone är en faciesbildning av devonsystemet som består av grova, röda sandstenar, konglomerat och skiffrar, innehållande en fauna av pansarhajar och stora kräftdjur, merostomata, skapade för ungefär 360-400 miljoner år sedan.
Floran består av kärlkryptogamer och i nedre delen av Old Red Sandstone har man påträffat växter tillhöriga släktet Psilotophyta. Avlagringarna är bildade i floder och sjöar då grus, sand, sten och lera från den nybildade bergskedjan Kaledonierna erroderade. Avlagringarna kring Kaledonierna kom att bilda den så kallade Old Red-kontinenten, även kallad Euramerica.
Avlagringarna förekommer i stora delar av Nordamerika, på Brittiska öarna, i Nordsjöbäckenet, Spetsbergen, Grönland och i Norge.